# Alina Talaj
Alina Henadseuna Talaj (belarussisch Аліна Генадзеўна Талай, engl. Transkription Alina Talay; * 14. Mai 1989 in Orscha) ist eine belarussische Hürdenläuferin, die sich auf die 100-Meter-Distanz spezialisiert hat.

## Sportliche Laufbahn
Bei den Europameisterschaften 2010 in Barcelona erreichte sie das Halbfinale, wurde dort aber disqualifiziert. Über 60 Meter Hürden wurde sie bei den Halleneuropameisterschaften 2011 in Paris Fünfte und gewann bei den Hallenweltmeisterschaften 2012 in Istanbul Bronze.
Bei den Europameisterschaften in Helsinki gewann sie die ursprünglich Silbermedaille, jedoch wurde ihr die Goldmedaille 2015 zuerkannt, da die Siegerin, Nevin Yanit wegen Dopings disqualifiziert wurde. Bei den Olympischen Spielen kurz danach in London erreichte sie in neuer persönlicher Bestzeit das Halbfinale. Im März 2015 gewann sie bei den Halleneuropameisterschaften im tschechischen Prag die Goldmedaille im 60-Meter-Hürdenlauf.
Bei den Weltmeisterschaften 2015 in Peking errang sie über 100 Meter Hürden die Bronzemedaille. 2016 gewann sie bei den Europameisterschaften in Amsterdam die Silbermedaille. Bei den Halleneuropameisterschaften 2017 in Belgrad gelang es ihr nicht, ihren Titel von Prag ein weiteres Mal zu verteidigen, gewann aber die Silbermedaille hinter der Deutschen Cindy Roleder. Bei den Europameisterschaften 2018 in Berlin erreichte Talaj den Finallauf, wo sie aber disqualifiziert wurde.

## Persönliche Bestzeiten
- 60 m Hürden (Halle): 7,85 s, 6. März 2015, Prag
- 100 m Hürden: 12,41 s (+0,5 m/s), 31. Mai 2018, St. Pölten